# America (사이먼 & 가펑클의 노래)
〈America〉는 1968년 네 번째 스튜디오 음반인 《Bookends》에서 발표한 미국의 포크 듀오 사이먼 & 가펑클의 곡이다. 듀오와 로이 할리가 프로듀싱한 이 곡은 이후 1972년 싱글로 발표되어 《Simon and Garfunkel's Greatest Hits》의 발매를 촉진하였다.
이 곡은 폴 사이먼이 작사, 작곡했으며, 어린 연인들이 문자 그대로 그리고 비유적으로 〈America〉를 찾기 위해 미국 전역을 히치하이킹하는 것을 우려한다. 사이먼이 당시 여자친구였던 캐시 치티와 함께 찍은 1964년 로드 트립에서 영감을 얻었다. 이 곡은 사이먼의 가장 강력한 작사와 작곡 노력의 하나이자 이 듀오의 최고 곡 중 하나로 여겨져 왔다. 2014년 《롤링 스톤》 독자 여론 조사에서 이 곡은 이 그룹의 네 번째 곡으로 선정되었다.

## 커버 버전

### 버트 소머
포크 가수 버트 소머는 레프트 뱅크의 멤버로 1960년대 후반 이 곡을 커버했으며, 1969년 우드스톡에서도 이 곡을 공연했다.

### 데이비드 보위
데이비드 보위는 2001년 10월 뉴욕을 위한 콘서트를 열기 위해 미니멀리스트 버전의 이 곡을 공연했다. 보위는 마이크와 스즈키 옴니코드를 들고 마루, 중앙무대에 앉아 공연을 했다.

## 차트 실적

### 주간 차트
| 차트 (1972년)                  | 순위 |
| ------------------------------ | ---- |
| 영국 싱글 (오피셜 차트 컴퍼니) | 25   |
| 미국 빌보드 핫 100             | 97   |

## 참여 인원
- 폴 사이먼 - 리드 보컬, 어쿠스틱 기타, 제작
- 아트 가펑클 - 하모니 보컬, 제작